# Chikatetsu-Narimasu (metropolitana di Tokyo)
Chikatetsu-Narimasu (地下鉄成増駅?, Chikatetsu-Narimasu-eki) è una stazione della metropolitana di Tokyo, si trova a Itabashi. La stazione è servita da due linee della Tokyo Metro.

## Struttura
La stazione è dotata di una piattaforma a isola con due binari sotterranei serventi entrambe le linee.
| 1 | Linea Yūrakuchō  | Per Kotake-mukaihara, Ikebukuro, Yūrakuchō e Shin-Kiba                                              |
| 1 | Linea Fukutoshin | Per Kotake-mukaihara, Ikebukuro, Shinjuku-sanchōme, Shibuya e, via linea Tōkyū Tōyoko, per Yokohama |
| 2 | Linea Yūrakuchō  | per Wakōshi, Shiki, Kawagoeshi e Shinrinkōen                                                        |
| 2 | Linea Fukutoshin | per Wakōshi, Shiki, Kawagoeshi e Shinrinkōen                                                        |

## Stazioni adiacenti
| «                | Servizio           | »                   |
| Linea Yūrakuchō  | Linea Yūrakuchō    | Linea Yūrakuchō     |
| ---------------- | ------------------ | ------------------- |
| Wakōshi          | Locale             | Chikatetsu-Akatsuka |
| Linea Fukutoshin |                    |                     |
| Wakōshi          | Espresso pendolari | Chikatetsu-Akatsuka |
| Wakōshi          | Locale             | Chikatetsu-Akatsuka |